# Kabinett Hornsrud
Das Kabinett Hornsrud bildete vom 28. Januar 1928 bis zum 15. Februar 1928 die Regierung des Königreiches Norwegen; es wurde von Ministerpräsident Christopher Hornsrud (Arbeiderpartiet) geführt. Das erste Arbeiderpartiet-Kabinett in Norwegen wurde von den anderen parlamentarischen Parteien durch ein Misstrauensvotum schon nach sechzehn Tagen gestürzt. 

## Kabinettsmitglieder
| Amt                     | Minister                       | Partei          |
| ----------------------- | ------------------------------ | --------------- |
| Ministerpräsident       | Christopher Hornsrud           | Arbeiderpartiet |
| Außenminister           | Edvard Bull der Ältere         | Arbeiderpartiet |
| Verteidigung            | Christian Fredrik Monsen       | Arbeiderpartiet |
| Finanzen                | Christopher Hornsrud           | Arbeiderpartiet |
| Handel                  | Anton Ludvig Alvestad          | Arbeiderpartiet |
| Arbeit                  | Magnus Nilssen                 | Arbeiderpartiet |
| Justiz und Polizei      | Cornelius Holmboe              | Arbeiderpartiet |
| soziale Angelegenheiten | Alfred Madsen                  | Arbeiderpartiet |
| Landwirtschaft          | Johan Nygaardsvold             | Arbeiderpartiet |
| Kirche und Bildung      | Olav Martinus Knutsen Steinnes | Arbeiderpartiet |